# Celina angustata
Celina angustata är en skalbaggsart som beskrevs av Aubé 1838. Celina angustata ingår i släktet Celina och familjen dykare. Inga underarter finns listade i Catalogue of Life.